# Lions de Savigny-sur-Orge
 (signalé en juin 2025).
Si vous disposez d'ouvrages ou d'articles de référence ou si vous connaissez des sites web de qualité traitant du thème abordé ici, merci de compléter l'article en donnant les références utiles à sa vérifiabilité et en les liant à la section « Notes et références ».
- Archive Wikiwix
- Bing
- Cairn
- DuckDuckGo
- E. Universalis
- Gallica
- Google
- G. Books
- G. News
- G. Scholar
- Persée
- Qwant
- (zh) Baidu
- (ru) Yandex
- (wd) trouver des œuvres sur Wikidata

Les Lions de Savigny-sur-Orge est un club de baseball français localisé à Savigny-sur-Orge, dans la banlieue sud de Paris, en Essonne. Le club est fondé en 1982 et évolue en championnat de France Élite depuis 1985. Les matches à domicile sont disputés au Parc Municipal des Sports Jean Moulin à Savigny. Les Lions comptent cinq titres de champions de France (1998, 1999, 2001, 2002 et 2004) et des plus beaux palmarès du baseball français.

## Histoire
Fondé en 1982, le club des Lions accède à l’élite dès 1985. En 32 ans, 87 internationaux ont été formés et ont joué dans l’équipe des Lions. Depuis 25 ans, le club a compilé cinq titres de Champion de France, deux Challenges de France (équivalent de la Coupe de France) et a participé à treize Coupes d’Europe des Clubs. Une équipe ouverte sur le territoire national et européen. Une équipe qui accueille des joueurs des 5 continents.

## Palmarès
- Champion de France Élite : 1998, 1999, 2001, 2002, 2004.
- Vice-champion de France Élite : 1988, 1990, 2003, 2005, 2009, 2010, 2022,2024
- Vainqueur du Challenge de France :  2003, 2005, 2025
- Finaliste du Challenge de France : 2006, 2008, 2012., 2022
- Finaliste de la Coupe des vainqueurs de coupe : 2006.
- Finaliste de la Coupe d'Europe de la CEB : 1998, 2001.
- Vainqueur de la Coupe d'Europe des Champions (Groupe B) : 2002.
- Vainqueur de la Coupe d'Europe de la CEB (Groupe B) : 1996.
- Participation Coupe d'Europe des Clubs Champions (Groupe A) : 1999, 2003, 2010.

## Bilan saison par saison
| Saison | Division         | Saison régulière | Saison régulière | Saison régulière | Séries éliminatoires                                            |
| Saison | Division         | Classement       | Vic.             | Déf.             | Séries éliminatoires                                            |
| 1984   | Nationale 1 (D2) |                  |                  |                  |                                                                 |
| 1985   | Élite (D1)       |                  |                  |                  |                                                                 |
| 1986   | Élite (D1)       |                  |                  |                  |                                                                 |
| 1987   | Élite (D1)       |                  |                  |                  |                                                                 |
| 1988   | Élite (D1)       |                  |                  |                  | finale : D (Paris UC) Vice-champion                             |
| 1989   | Élite (D1)       |                  |                  |                  |                                                                 |
| 1990   | Élite (D1)       |                  |                  |                  | finale : D (Paris UC) Vice-champion                             |
| 1991   | Élite (D1)       |                  |                  |                  |                                                                 |
| 1992   | Élite (D1)       |                  |                  |                  |                                                                 |
| 1993   | Élite (D1)       |                  |                  |                  |                                                                 |
| 1994   | Élite (D1)       |                  |                  |                  |                                                                 |
| 1995   | Élite (D1)       |                  |                  |                  |                                                                 |
| 1996   | Élite (D1)       |                  |                  |                  |                                                                 |
| 1997   | Élite (D1)       |                  |                  |                  |                                                                 |
| 1998   | Élite (D1)       |                  |                  |                  | finale : V (Montpellier) Champion                               |
| 1999   | Élite (D1)       |                  |                  |                  | finale : V (Montpellier) Champion                               |
| 2000   | Élite (D1)       |                  |                  |                  |                                                                 |
| 2001   | Élite (D1)       |                  |                  |                  | finale : V (Montpellier) Champion                               |
| 2002   | Élite (D1)       |                  |                  |                  | finale : V 3-2 (Montpellier) Champion                           |
| 2003   | Élite (D1)       |                  |                  |                  | 1/2 f. : V 2-1 (Toulouse) finale : D 0-3 (Rouen) Vice-champion  |
| 2004   | Élite (D1)       |                  |                  |                  | 1/2 f. : V 2-1 (Toulouse) finale : V 3-2 (Montpellier) Champion |
| 2005   | Élite (D1)       |                  |                  |                  | 1/2 f. : V 2-0 (Toulouse) finale : D 1-3 (Rouen) Vice-champion  |
| 2006   | Élite (D1)       | 3e               | 18               | 13               | 1/2 f. : D 0-3 (Rouen)                                          |
| 2007   | Élite (D1)       | 2e               | 19               | 5                | 1/2 f. : D 1-3 (Sénart)                                         |
| 2008   | Élite (D1)       | 3e               | 19               | 9                | poule 1/2 f. : 3e/4 ; 6-6                                       |
| 2009   | Élite (D1)       | 4e               | 15               | 13               | poule 1/2 f. : 1er/4 ; 7-2 finale : D 1-3 (Rouen) Vice-champion |
| 2010   | Élite (D1)       | 1er              | 20               | 4                | poule 1/2 f. : 2e/4 ; 5-4 finale : D 1-3 (Rouen) Vice-champion  |
| 2011   | Élite (D1)       | 2e               | 22               | 6                | 1/2 f. : D 1-3 (Rouen)                                          |
| 2012   | Élite (D1)       | 4e               | 14               | 14               | 1/2 f. : D 0-3 (Rouen)                                          |
| 2013   | Élite (D1)       | 6e               | 10               | 18               | 1/4 f. : D 1-2 (PUC)                                            |
| 2014   | Élite (D1)       | 7e               | 6                | 22               |                                                                 |
| 2015   | Élite (D1)       | 6e               | 10               | 18               | 1/4 f. : D 0-3 (Montpellier)                                    |